# Digital Swiss 5
The Digital Swiss 5 was een online wielerwedstrijd die van 22 tot en met 26 april 2020 werd gereden via het platform Rouvy, georganiseerd door Cycling Unlimited (de organisator van de Ronde van Zwitserland) en live uitgezonden op de Zwitserse televisie en door livestreams op diverse platforms in de rest van de wereld, waaronder door de Nederlandse Omroep Stichting (NOS).
In het voorjaar van 2020 werden alle wielerwedstrijden in Europa, waaronder de Ronde van Zwitserland, afgelast of uitgesteld vanwege de coronapandemie. In de week dat Ardense klassiekers gereden hadden moeten worden, werden in plaats daarvan vijf etappes met delen van de Ronde van Zwitserland door diverse profrenners gereden op de hometrainer thuis. Zestien van de negentien UCI World Teams deden mee met drie renners per ploeg in wisselende samenstellingen. Hierdoor werd er ook geen eindklassement opgemaakt.
Online wielerspel Rouvy biedt geen voordeel voor het rijden in een virtueel groepje, waardoor het in principe allemaal tijdritten zijn.

## Parcours
Het parcours bevat vijf etappes variërend in lengte van 26,6 tot 46 kilometer en van 180 tot 1512 hoogtemeters.

## Etappe-overzicht
| Etappe | Datum    | Start         | Aankomst        | Afstand | Hoogtemeters | Winnaar       |
| ------ | -------- | ------------- | --------------- | ------- | ------------ | ------------- |
| 1e     | 22 april | Agarn         | Leukerbad       | 26,6 km | 1192 hm      | Rohan Dennis  |
| 2e     | 23 april | Frauenfeld    | Frauenfeld      | 46 km   | 0180 hm      | Stefan Küng   |
| 3e     | 24 april | Fiesch        | Nufenenpas      | 33,1 km | 1512 hm      | Nicolas Roche |
| 4e     | 25 april | Oberlangenegg | Langnau         | 36,8 km | 0444 hm      | Stefan Küng   |
| 5e     | 26 april | Camperio      | Disentis/Sedrun | 36 km   | 0950 hm      | Rohan Dennis  |

## Uitslag
| Plaats  | Naam           | Ploeg           | Tijd   |
| ------- | -------------- | --------------- | ------ |
| Winnaar | Rohan Dennis   | Team INEOS      | 53'07" |
| 2       | Nicolas Roche  | Team Sunweb     | +1'09" |
| 3       | James Whelan   | EF Pro Cycling  | +1'28" |
| 4       | Chris Hamilton | Team Sunweb     | +1'38" |
| 5       | Ben O'Connor   | NTT Pro Cycling | +2'03" |

| Plaats  | Naam              | Ploeg         | Tijd   |
| ------- | ----------------- | ------------- | ------ |
| Winnaar | Stefan Küng       | Groupama-FDJ  | 54'30" |
| 2       | Filippo Ganna     | Team INEOS    | +47"   |
| 3       | Michael Matthews  | Team Sunweb   | +1'28" |
| 4       | Greg Van Avermaet | CCC Team      | +1'32" |
| 5       | Matteo Dal-Cin    | Rally Cycling | +2'24" |

| Plaats  | Naam           | Ploeg            | Tijd     |
| ------- | -------------- | ---------------- | -------- |
| Winnaar | Nicolas Roche  | Team Sunweb      | 1u12'11" |
| 2       | Ilnoer Zakarin | CCC Team         | +1'10"   |
| 3       | Larry Warbasse | AG2R La Mondiale | +1'17"   |
| 4       | Chris Hamilton | Team Sunweb      | +1'40"   |
| 5       | James Whelan   | EF Pro Cycling   | +1'51"   |

| Plaats  | Naam              | Ploeg               | Tijd   |
| ------- | ----------------- | ------------------- | ------ |
| Winnaar | Stefan Küng       | Swiss National Team | 46'03" |
| 2       | Michael Matthews  | Team Sunweb         | +7"    |
| 3       | Ethan Hayter      | Team INEOS          | +44"   |
| 4       | Greg Van Avermaet | CCC Team            | +58"   |
| 5       | Michael Gogl      | NTT Pro Cycling     | +1'00" |

| Plaats  | Naam                  | Ploeg            | Tijd   |
| ------- | --------------------- | ---------------- | ------ |
| Winnaar | Rohan Dennis          | Team INEOS       | 59'28" |
| 2       | Nicolas Roche         | Team Sunweb      | +11"   |
| 3       | Jonas Vingegaard      | Team Jumbo-Visma | +37"   |
| 4       | Chris Hamilton        | Team Sunweb      | +45"   |
| 5       | Maximilian Schachmann | BORA-hansgrohe   | +49"   |